# Jorge Uribe Botero
Jorge Uribe Botero (Sonsón, 7 de octubre de 1934-?) fue un abogado, político y diplomático colombiano. 

## Biografía
Ocupó la embajada colombiana en el Reino Unido en 1991, por nombramiento del gobierno de César Gaviria, del Partido Liberal.
Uribe le da nombre a varios lugares de la ciudad de Bogotá..